# Gina-profiel

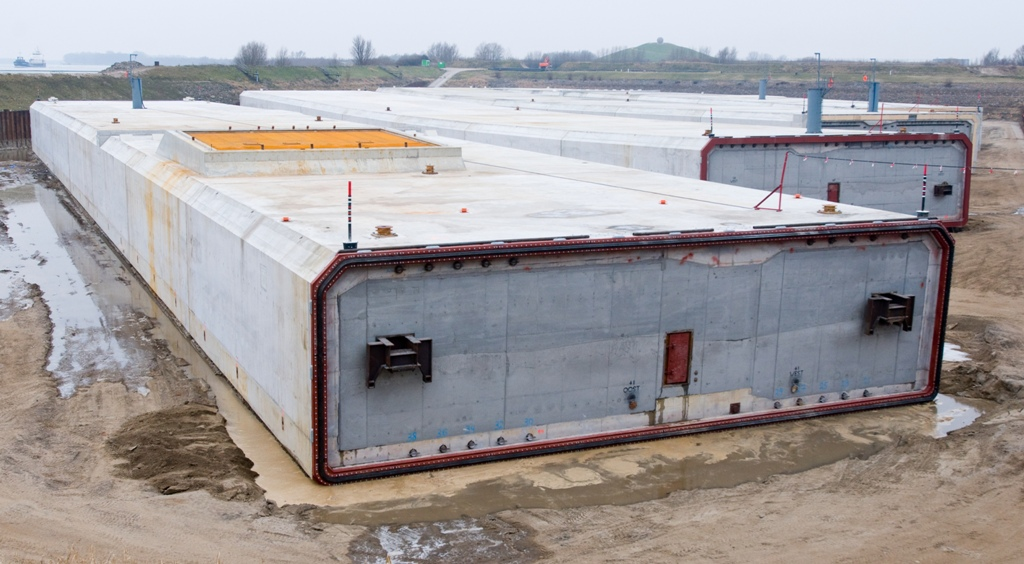
Tunnelelementen van de Tweede Coentunnel. Het linker-element heeft een Gina-profiel (de zwarte rand). het rechter element heeft een gladde stalen rand. Hier zal een ander element met Gina-profiel tegen aan gelegd worden.

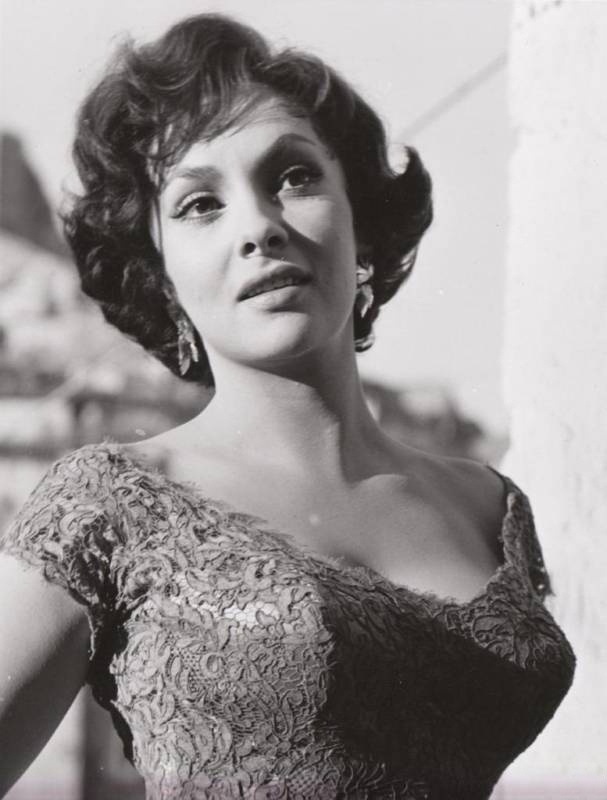
Gina Lollobrigida, waarnaar het profiel is genoemd.

Een Gina-profiel is een waterdichte afdichting die in de onderwaterbouw wordt toegepast als water- en drukdichte afdichting tussen twee voorgefabriceerde betonnen elementen. Het wordt vooral gebruikt tussen twee elementen van een afzinktunnel.

## Geschiedenis
Het Gina-profiel is als eerste gebruikt bij de bouw van de tunnel onder de Maas van de Rotterdamse metro. 
Bij het bouwen van de Maasmetrotunnel was, om een waterdichte afdichting tussen de afgezonken tunnelelementen te maken, een soort duikerklok rond de scheiding van de tunnelwanden gemaakt om onder water, onder overdruk te kunnen werken om alles af te dichten. Om de bouw bij de metrotunnel te versimpelen, bedacht Publieke Werken, samen met Vredestein, het Gina-profiel: een rubberen profiel dat tegen één van de twee tunnelelementen geplaatst wordt. Als een tweede element hier tegenaan geplaatst wordt, ontstaat een water- en luchtdichte afdichting. Door de ruimte tussen de twee delen leeg te pompen drukken de tunneldelen zich door hydrostatische druk nog dichter tegen elkaar.
Het Gina-profiel werd door hoofdingenieur Hette van Dijk Gina-profiel genoemd vanwege de overeenkomst met de rondingen van actrice Gina Lollobrigida.
Volgens Seen van der Plas, directeur in ruste van het Metrotunnelproject van publieke werken, is het Gina-profiel een van de belangrijkste innovaties in de onderwatertunnelbouw, die de mogelijkheden tot een grote tunnelbouwboom opende.

## Toepassing
Een naadloos Gina-profiel wordt meestal aangebracht aan één zijde van een tunnelelement, als dat in een droogdok gebouwd wordt. Bij het afzinken van de tunnelelementen (die intern van eindschotten voorzien zijn) worden de twee elementen lichtjes tegen elkaar getrokken, waardoor het Gina-profiel waterdicht afsluit. Door de ruimte tussen de eindschotten van de tunnels leeg te pompen ontstaat een onderdruk, die de twee tunnelelementen stevig tegen elkaar gedrukt, waardoor het Gina-profiel platgedrukt wordt en ook onder de druk van de volledige waterkolom waterdicht afsluit.
Tezamen met het Gina-profiel wordt aan de binnenkant vaak nog een zogeheten Omega-profiel (zogeheten vanwege de vorm) toegepast, wat een verdere waterdichte afdichting veroorzaakt, en eventuele lekkages van het Gina-profiel door zettingen, betonrot of aardbevingen kan opvangen.
Beide profielen samen hebben een verwachte levensduur van zo'n 100 jaar.
Een Gina-profiel wordt normaliter met een mengsel van natuurrubber en styreenbutadieenrubber gemaakt.